# Podnoszenie ciężarów na Letnich Igrzyskach Olimpijskich 1976 – waga piórkowa mężczyzn
Rywalizacja w wadze do 60 kg mężczyzn w podnoszeniu ciężarów na Letnich Igrzyskach Olimpijskich 1976 odbyła się 20 lipca 1976 roku w hali Aréna Saint-Michel. W rywalizacji wystartowało 17 zawodników z 14 krajów. Tytułu sprzed czterech lat nie obronił Bułgar Norair Nurikjan, który tym razem startował w innej kategorii wagowej. Nowym mistrzem olimpijskim został Nikołaj Kolesnikow z ZSRR, srebrny medal wywalczył kolejny Bułgar - Georgi Todorow, a trzecie miejsce zajął Kazumasa Hirai z Japonii.

## Wyniki
| Pozycja | Zawodnik           | Reprezentacja   | Waga  | Rwanie | Rwanie | Rwanie | Podrzut | Podrzut | Podrzut | Wynik |
| Pozycja | Zawodnik           | Reprezentacja   | Waga  | 1      | 2      | 3      | 1       | 2       | 3       | Wynik |
| ------- | ------------------ | --------------- | ----- | ------ | ------ | ------ | ------- | ------- | ------- | ----- |
| 1. !    | Nikołaj Kolesnikow | ZSRR            | 59,25 | 120,0  | 125,0  | 125,0  | 155,0   | 160,0   | -       | 285,0 |
| 2. !    | Georgi Todorow     | Bułgaria        | 58,85 | 122,5  | 127,5  | 127,5  | 152,5   | 152,5   | 157,5   | 280,0 |
| 3. !    | Kazumasa Hirai     | Japonia         | 59,75 | 120,0  | 120,0  | 125,0  | 150,0   | 157,5   | 157,5   | 275,0 |
| 4       | Takashi Saitō      | Japonia         | 59,80 | 110,0  | 110,0  | 110,0  | 145,0   | 152,5   | 152,5   | 262,5 |
| 5       | Eduard Weitz       | Izrael          | 59,90 | 110,0  | 110,0  | 115,0  | 145,0   | 150,0   | 152,5   | 262,5 |
| 6       | Dawud Maleki       | Iran            | 59,60 | 110,0  | 115,0  | 115,0  | 140,0   | 145,0   | 147,5   | 260,0 |
| 7       | Pedro Fuentes      | Kuba            | 60,00 | 112,5  | 117,5  | 117,5  | 145,0   | 150,0   | 150,0   | 257,5 |
| 8       | Om Jong-guk        | Korea Północna  | 59,85 | 110,0  | 110,0  | 110,0  | 145,0   | 150,0   | 150,0   | 255,0 |
| 9       | Andrés Santoyo     | Meksyk          | 59,95 | 105,0  | 110,0  | 112,5  | 132,5   | 137,5   | 137,5   | 250,0 |
| 10      | Peppino Tanti      | Włochy          | 59,65 | 105,0  | 110,0  | 112,5  | 137,5   | 142,5   | 142,5   | 247,5 |
| 11      | Dominique Bidard   | Francja         | 59,80 | 105,0  | 105,0  | 110,0  | 135,0   | 140,0   | 145,0   | 245,0 |
| 12      | Chua Koon Siong    | Singapur        | 59,10 | 100,0  | 100,0  | 100,0  | 130,0   | 135,0   | 137,5   | 230,0 |
| 13      | Victor Daniels     | Wielka Brytania | 59,90 | 100,0  | 100,0  | 100,0  | 127,5   | 127,5   | 132,5   | 227,5 |
| –       | Antoni Pawlak      | Polska          | 59,85 | 120,0  | 125,0  | 125,0  | 150,0   | 150,0   | 150,0   | DNF   |
| –       | Todor Todorow      | Bułgaria        | 59,55 | 120,0  | 120,0  | 120,0  | -       | -       | -       | DNF   |
| –       | Jan Łostowski      | Polska          | 59,85 | 120,0  | 120,0  | 120,0  | -       | -       | -       | DNF   |
| –       | Arne Norrback      | Szwecja         | 59,75 | 105,0  | 105,0  | 105,0  | -       | -       | -       | DNF   |